# Jakub Montewka (dyrygent)
Jakub Montewka (ur. 6 sierpnia 1997 w Warszawie) – polski kompozytor i dyrygent.

## Życiorys
Absolwent Królewskiej Akademii Muzycznej w Londynie (Diploma of Higher Education) w klasie kompozycji prof. Simona Bainbridge’a i Rubensa Askenara (2016–2018) oraz Uniwersytetu Muzycznego Fryderyka Chopina (UMFC) w Warszawie w klasie kompozycji prof. Marcina Błażewicza (2018–2020). Studiował dyrygenturę symfoniczno-operową na UMFC w klasach prof. Moniki Wolińskiej i prof. Szymona Kawalli (2018–2020). Uczestniczył w warsztatach kompozycji i dyrygentury, prowadzonych przez m.in. Magnusa Lindberga, Olivera Knussena, Carlo Montanaro i Massimiliano Caldiego. Obecnie kontynuuje studia dyrygenckie pod kierunkiem prof. Pawła Przytockiego w Akademii Muzycznej im. Krzysztofa Pendereckiego w Krakowie.
Jakub Montewka jako dyrygent pracuje od 2014 roku. Wśród orkiestr, którymi dyrygował, znajdują się: Orkiestra Symfoniczna Akademii Muzycznej im. Krzysztofa Pendereckiego, Orkiestra Symfoniczna Polskiego Radia w Warszawie, Orkiestra Akademii Beethovenowskiej, Orkiestra Opery i Filharmonii Podlaskiej, Okriestra Filharmonii im. Rubinsteina w Łodzi. W 2021 roku został pierwszym dyrygentem flow orkiestry (dawniej Concentus Viridis), której był współzałożycielem. Jego utwory były wykonywane m.in. w Londynie, Warszawie i Katowicach.
W 2019 roku zadyrygował utwór Marcina Jachima w debiutowym nagraniu Chopin University Modern Ensemble, nominowanym do nagrody Fryderyk 2021.
W sezonie artystycznym 2022/2023 pełni funkcję dyrygenta-asystenta w Filharmonii Opolskiej.

## Nagrody i wyróżnienia
- finalista VII Ogólnopolskiego Konkursu Młodych Dyrygentów im. W. Lutosławskiego (2022),
- finalista konkursu kompozytorskiego Bartók World Competition 2020 w Budapeszcie[3],
- laureat I nagrody w I grupie wiekowej II Międzynarodowego Konkursu Kompozytorskiego Patri Patriae w Katowicach (2014),
- laureat I nagrody i nagrody wykonawców Ogólnopolskiego Konkursu Kompozytorskiego Uczniowskie Forum Muzyczne w Warszawie (2013).